# ATP-seizoen 1999
Het ATP-seizoen in 1999 bestond uit de internationale tennistoernooien, die door de ATP en ITF werden georganiseerd in het kalenderjaar 1999.
Het speelschema omvatte:
- 69 ATP-toernooien, bestaande uit de categorieën:
  - ATP Mercedes-Benz Super 9: 9
  - ATP International Series Gold: 11
  - ATP International Series: 46
  - Tennis Masters Cup: 2 (eindejaarstoernooi voor de 8 beste tennissers/dubbelteams)
  - World Team Cup: landenteamtoernooi, geen ATP-punten.
- 7 ITF-toernooien, bestaande uit de:
  - 4 grandslamtoernooien;
  - Grand Slam Cup; eindejaarstoernooi voor de 12 beste tennissers van de grandslamtoernooien
  - Davis Cup: landenteamtoernooi;
  - Hopman Cup: landenteamtoernooi voor gemengde tenniskoppels, geen ATP-punten.

In de onderstaande tabellen staat het overzicht van de ATP-toernooien, aangevuld met de grand slams en teamwedstrijden die niet door de ATP maar door de ITF worden georganiseerd.

## Legenda
| Grand Slams                   |
| Tennis Masters Cup            |
| ATP Super 9                   |
| ATP International Series Gold |
| ATP International Series      |
| Toernooien voor teams         |

### Codering
De codering voor het aantal deelnemers.
128S/128Q/64D/32X
- 128 deelnemers aan hoofdtoernooi (S)
- 128 aan het kwalificatietoernooi (Q)
- 64 koppels in het dubbelspel (D)
- 32 koppels in het gemengd dubbel (X).

Alle toernooien worden in principe buiten gespeeld, tenzij anders vermeld.
RR = groepswedstrijden, (i) = indoor

## Speelschema

### Januari
| Week van              | Toernooi                                                                                               | Winnaar(s)                                | Finalist(en)                       | Uitslag finale              |         |
| --------------------- | --- | ----------------------------------------- | ---------------------------------- | --------------------------- | ------- |
| 4 januari             | Hopman Cup Perth, Australië ITF gemengd teamcompetitie $ 900.000 - hardcourt (i) - 8 teams RR          | Australië Mark Philippoussis Jelena Dokić | Zweden Jonas Björkman Åsa Carlsson | 2-1                         | details |
| 4 januari             | AAPT Championships Adelaide, Australië ATP International Series $ 325.000 - hardcourt - 32S/32Q/16D/4Q | Thomas Enqvist                            | Lleyton Hewitt                     | 4-6, 6-1, 6-2               | details |
| 4 januari             | AAPT Championships Adelaide, Australië ATP International Series $ 325.000 - hardcourt - 32S/32Q/16D/4Q | Gustavo Kuerten Nicolás Lapentti          | Jim Courier Patrick Galbraith      | 6-4, 6-4                    | details |
| 4 januari             | Qatar Mobil Open Doha, Qatar ATP International Series $ 975.000 - hardcourt - 32S/32Q/16D/4Q           | Rainer Schüttler                          | Tim Henman                         | 6-4, 5-7, 6-1               | details |
| 4 januari             | Qatar Mobil Open Doha, Qatar ATP International Series $ 975.000 - hardcourt - 32S/32Q/16D/4Q           | Alex O'Brien Jared Palmer                 | Piet Norval Kevin Ullyett          | 6-3, 6-4                    | details |
| 11 januari            | Heineken Open Auckland, Nieuw-Zeeland ATP International Series $ 325.000 - hardcourt - 32S/32Q/16D/4Q  | Sjeng Schalken                            | Tommy Haas                         | 6-4, 6-4                    | details |
| 11 januari            | Heineken Open Auckland, Nieuw-Zeeland ATP International Series $ 325.000 - hardcourt - 32S/32Q/16D/4Q  | Jeff Tarango Daniel Vacek                 | Jiří Novák David Rikl              | 7-5, 7-5                    | details |
| 11 januari            | Adidas International Sydney, Australië ATP International Series $ 325.000 - hardcourt - 32S/32Q/16D/4Q | Todd Martin                               | Àlex Corretja                      | 6-3, 7-6(5)                 | details |
| 11 januari            | Adidas International Sydney, Australië ATP International Series $ 325.000 - hardcourt - 32S/32Q/16D/4Q | Sébastien Lareau Daniel Nestor            | Patrick Galbraith Paul Haarhuis    | 6-3, 6-4                    | details |
| 18 januari 25 januari | Australian Open Melbourne, Australië Grand Slam $ 3.539.387 - hardcourt 128S/128Q/64D/32X              | Jevgeni Kafelnikov                        | Thomas Enqvist                     | 4-6, 6-0, 6-3, 7-6(1)       | details |
| 18 januari 25 januari | Australian Open Melbourne, Australië Grand Slam $ 3.539.387 - hardcourt 128S/128Q/64D/32X              | Jonas Björkman Patrick Rafter             | Mahesh Bhupathi Leander Paes       | 6-3, 4-6, 6-4, 6-7(10), 6-4 | details |
| 18 januari 25 januari | Australian Open Melbourne, Australië Grand Slam $ 3.539.387 - hardcourt 128S/128Q/64D/32X              | David Adams Mariaan de Swardt             | Maks Mirni Serena Williams         | 6-4, 4-6, 7-6(5)            | details |

### Februari
| Week van    | Toernooi | Winnaar(s)                        | Finalist(en)                      | Uitslag finale      |         |
| ----------- | --- | --------------------------------- | --------------------------------- | ------------------- | ------- |
| 1 februari  | Open 13 Marseille, Frankrijk ATP International Series $ 514.250 - hardcourt (i) - 32S/32Q/16D/4Q                               | Fabrice Santoro                   | Arnaud Clément                    | 6-3, 4-6, 6-4       | details |
| 1 februari  | Open 13 Marseille, Frankrijk ATP International Series $ 514.250 - hardcourt (i) - 32S/32Q/16D/4Q                               | Maks Mirni Andrej Olchovski       | David Adams Pavel Vízner          | 7-5, 7-6(7)         | details |
| 8 februari  | Dubai Tennis Open Dubai, Verenigde Arabische Emiraten ATP International Series $ 1.014.250 - hardcourt - 32S/32Q/16D/4Q        | Jérôme Golmard                    | Nicolas Kiefer                    | 6-4, 6-2            | details |
| 8 februari  | Dubai Tennis Open Dubai, Verenigde Arabische Emiraten ATP International Series $ 1.014.250 - hardcourt - 32S/32Q/16D/4Q        | Wayne Black Sandon Stolle         | David Adams John-Laffnie de Jager | 4-6, 6-1, 6-4       | details |
| 8 februari  | Sybase Open San José, Verenigde Staten ATP International Series $ 325.000 - hardcourt (i) - 32S/32Q/16D/4Q                     | Mark Philippoussis                | Cecil Mamiit                      | 6-3, 6-2            | details |
| 8 februari  | Sybase Open San José, Verenigde Staten ATP International Series $ 325.000 - hardcourt (i) - 32S/32Q/16D/4Q                     | Todd Woodbridge Mark Woodforde    | Aleksandar Kitinov Nenad Zimonjić | 7-5, 6-7(3), 6-4    | details |
| 8 februari  | St. Petersburg Open Sint-Petersburg, Rusland ATP International Series $ 325.000 - tapijt (i) - 32S/24Q/16D/4Q                  | Marc Rosset                       | David Prinosil                    | 6-3, 6-4            | details |
| 8 februari  | St. Petersburg Open Sint-Petersburg, Rusland ATP International Series $ 325.000 - tapijt (i) - 32S/24Q/16D/4Q                  | Jeff Tarango Daniel Vacek         | Menno Oosting Andrei Pavel        | 3-6, 6-3, 7-5       | details |
| 15 februari | Kroger St. Jude Memphis, Verenigde Staten ATP International Series Gold $ 700.000 - hardcourt (i) - 48S/24Q/24D/4Q             | Tommy Haas                        | Jim Courier                       | 6-4, 6-1            | details |
| 15 februari | Kroger St. Jude Memphis, Verenigde Staten ATP International Series Gold $ 700.000 - hardcourt (i) - 48S/24Q/24D/4Q             | Todd Woodbridge Mark Woodforde    | Sébastien Lareau Alex O'Brien     | 6-3, 6-4            | details |
| 15 februari | ABN AMRO World Tennis Tournament Rotterdam, Nederland ATP International Series Gold $ 725.000 - hardcourt (i) - 32S/16Q/16D/4Q | Jevgeni Kafelnikov                | Tim Henman                        | 6-2, 7-6(3)         | details |
| 15 februari | ABN AMRO World Tennis Tournament Rotterdam, Nederland ATP International Series Gold $ 725.000 - hardcourt (i) - 32S/16Q/16D/4Q | David Adams John-Laffnie de Jager | Neil Broad Peter Tramacchi        | 6-7(5), 6-3, 6-4    | details |
| 22 februari | Guardian Direct Cup Londen, Verenigd Koninkrijk ATP International Series Gold $ 689.250 - hardcourt (i) - 32S/16Q/16D/4Q       | Richard Krajicek                  | Greg Rusedski                     | 7-6(6), 6-7(5), 7-5 | details |
| 22 februari | Guardian Direct Cup Londen, Verenigd Koninkrijk ATP International Series Gold $ 689.250 - hardcourt (i) - 32S/16Q/16D/4Q       | Tim Henman Greg Rusedski          | Byron Black Wayne Ferreira        | 6-3, 7-6(6)         | details |

### Maart
| Week van | Toernooi | Winnaar(s)                       | Finalist(en)                         | Uitslag finale          |         |
| -------- | --- | -------------------------------- | ------------------------------------ | ----------------------- | ------- |
| 1 maart  | Copenhagen Open Kopenhagen, Denemarken ATP International Series $ 215.000 - hardcourt (i) - 32S/32Q/16D/4Q                     | Magnus Gustafsson                | Fabrice Santoro                      | 6-4, 6-1                | details |
| 1 maart  | Copenhagen Open Kopenhagen, Denemarken ATP International Series $ 215.000 - hardcourt (i) - 32S/32Q/16D/4Q                     | Maks Mirni Andrej Olchovski      | Marc-Kevin Goellner David Prinosil   | 6-7(5), 7-6(4), 6-1     | details |
| 1 maart  | Franklin Templeton Tennis Classic Scottsdale, Verenigde Staten ATP International Series $ 320.000 - hardcourt - 32S/32Q/16D/4Q | Jan-Michael Gambill              | Lleyton Hewitt                       | 7-6(2), 4-6, 6-4        | details |
| 1 maart  | Franklin Templeton Tennis Classic Scottsdale, Verenigde Staten ATP International Series $ 320.000 - hardcourt - 32S/32Q/16D/4Q | Justin Gimelstob Richey Reneberg | Mark Knowles Sandon Stolle           | 6-4, 6-7(4), 6-3        | details |
| 8 maart  | Newsweek Champions Cup Indian Wells, Verenigde Staten ATP Super 9 $ 2.200.000 - hardcourt - 56S/28Q/28D/8Q                     | Mark Philippoussis               | Carlos Moyá                          | 5-7, 6-4, 6-4, 4-6, 6-2 | details |
| 8 maart  | Newsweek Champions Cup Indian Wells, Verenigde Staten ATP Super 9 $ 2.200.000 - hardcourt - 56S/28Q/28D/8Q                     | Wayne Black Sandon Stolle        | Ellis Ferreira Rick Leach            | 7-6(4), 6-3             | details |
| 15 maart | Lipton Championships Key Biscayne, Verenigde Staten ATP Super 9 $ 2.450.000 - hardcourt - 96S/48Q/48D/8Q                       | Richard Krajicek                 | Sébastien Grosjean                   | 4-6, 6-1, 6-2, 7-5      | details |
| 15 maart | Lipton Championships Key Biscayne, Verenigde Staten ATP Super 9 $ 2.450.000 - hardcourt - 96S/48Q/48D/8Q                       | Wayne Black Sandon Stolle        | Boris Becker Jan-Michael Gambill     | 6-1, 6-1                | details |
| 22 maart | Grand Prix Hassan II Casablanca, Marokko ATP International Series $ 215.000 - gravel - 32S/27Q/16D/4Q                          | Alberto Martín                   | Fernando Vicente                     | 6-3, 6-4                | details |
| 22 maart | Grand Prix Hassan II Casablanca, Marokko ATP International Series $ 215.000 - gravel - 32S/27Q/16D/4Q                          | Fernando Meligeni Jaime Oncins   | Massimo Ardinghi Vincenzo Santopadre | 6-2, 6-3                | details |

### April
| Week van        | Toernooi | Winnaar(s)                         | Finalist(en)                      | Uitslag finale      |         |
| --------------- | --- | ---------------------------------- | --------------------------------- | ------------------- | ------- |
| 2 april 4 april | Davis Cup (1e ronde) |                                    |                                   |                     | details |
| 5 april         | Gold Flake Open Chennai, India ATP International Series $ 405.000 - hardcourt - 32S/32Q/16D/4Q                                  | Byron Black                        | Rainer Schüttler                  | 6-4, 1-6, 6-3       | details |
| 5 april         | Gold Flake Open Chennai, India ATP International Series $ 405.000 - hardcourt - 32S/32Q/16D/4Q                                  | Mahesh Bhupathi Leander Paes       | Wayne Black Neville Godwin        | 4-6, 7-5, 6-4       | details |
| 5 april         | Estoril Open Estoril, Portugal ATP International Series $ 600.000 - gravel - 32S/32Q/16D/4Q                                     | Albert Costa                       | Todd Martin                       | 7-6(4), 2-6, 6-3    | details |
| 5 april         | Estoril Open Estoril, Portugal ATP International Series $ 600.000 - gravel - 32S/32Q/16D/4Q                                     | Tomás Carbonell Donald Johnson     | Jiří Novák David Rikl             | 6-3, 2-6, 6-1       | details |
| 5 april         | Salem Open Hongkong, Hongkong ATP International Series $ 325.000 - hardcourt - 32S/27Q/16D/4Q                                   | Andre Agassi                       | Boris Becker                      | 6-7(4), 6-4, 6-4    | details |
| 5 april         | Salem Open Hongkong, Hongkong ATP International Series $ 325.000 - hardcourt - 32S/27Q/16D/4Q                                   | James Greenhalgh Grant Silcock     | Andre Agassi David Wheaton        | Walk-over           | details |
| 12 april        | Japan Open Tokio, Japan ATP International Series Gold $ 600.000 - hardcourt - 56S/19Q/28D/6Q                                    | Nicolas Kiefer                     | Wayne Ferreira                    | 7-6(5), 7-5         | details |
| 12 april        | Japan Open Tokio, Japan ATP International Series Gold $ 600.000 - hardcourt - 56S/19Q/28D/6Q                                    | Jeff Tarango Daniel Vacek          | Wayne Black Brian MacPhie         | 4-3, opgave         | details |
| 12 april        | Open Seat Godó Barcelona, Spanje ATP International Series Gold $ 825.000 - gravel - 56S/28Q/28D/8Q                              | Félix Mantilla                     | Karim Alami                       | 7-6(2), 6-3, 6-3    | details |
| 12 april        | Open Seat Godó Barcelona, Spanje ATP International Series Gold $ 825.000 - gravel - 56S/28Q/28D/8Q                              | Paul Haarhuis Jevgeni Kafelnikov   | Massimo Bertolini Cristian Brandi | 7-5, 6-3            | details |
| 19 april        | Republic National Bank Monte Carlo Open Monte Carlo, Monaco ATP Super 9 $ 2.200.000 - gravel - 56S/28Q/28D/8Q                   | Gustavo Kuerten                    | Marcelo Ríos                      | 6-4, 2-1, opgave    | details |
| 19 april        | Republic National Bank Monte Carlo Open Monte Carlo, Monaco ATP Super 9 $ 2.200.000 - gravel - 56S/28Q/28D/8Q                   | Olivier Delaître Tim Henman        | Jiří Novák David Rikl             | 6-2, 6-3            | details |
| 19 april        | ERA Real Estate Clay Court Championships Orlando, Verenigde Staten ATP International Series $ 264.250 - gravel - 32S/32Q/16D/4Q | Magnus Norman                      | Guillermo Cañas                   | 6-0, 6-3            | details |
| 19 april        | ERA Real Estate Clay Court Championships Orlando, Verenigde Staten ATP International Series $ 264.250 - gravel - 32S/32Q/16D/4Q | Jim Courier Todd Woodbridge        | Bob Bryan Mike Bryan              | 7-6(4), 6-4         | details |
| 26 april        | BMW Open München, Duitsland ATP International Series $ 500.000 - gravel - 32S/31Q/16D/4Q                                        | Franco Squillari                   | Andrei Pavel                      | 6-4, 6-3            | details |
| 26 april        | BMW Open München, Duitsland ATP International Series $ 500.000 - gravel - 32S/31Q/16D/4Q                                        | Daniel Orsanic Mariano Puerta      | Massimo Bertolini Cristian Brandi | 7-6(3), 3-6, 7-6(3) | details |
| 26 april        | AT&T Challenge Atlanta, Verenigde Staten ATP International Series $ 325.000 - gravel - 32S/32Q/16D/4Q                           | Stefan Koubek                      | Sébastien Grosjean                | 6-1, 6-2            | details |
| 26 april        | AT&T Challenge Atlanta, Verenigde Staten ATP International Series $ 325.000 - gravel - 32S/32Q/16D/4Q                           | Patrick Galbraith Justin Gimelstob | Todd Woodbridge Mark Woodforde    | 5-7, 7-6(4), 6-3    | details |
| 26 april        | Tento Czech Open Praag, Tsjechië ATP International Series $ 475.000 - gravel - 32S/32Q/16D/4Q                                   | Dominik Hrbatý                     | Ctislav Doseděl                   | 6-2, 6-2            | details |
| 26 april        | Tento Czech Open Praag, Tsjechië ATP International Series $ 475.000 - gravel - 32S/32Q/16D/4Q                                   | Martin Damm Radek Štěpánek         | Mark Keil Nicolás Lapentti        | 6-0, 6-2            | details |

### Mei
| Week van      | Toernooi | Winnaar(s)                      | Finalist(en)                      | Uitslag finale                |         |
| ------------- | --- | ------------------------------- | --------------------------------- | ----------------------------- | ------- |
| 3 mei         | Licher German Open Hamburg, Duitsland ATP Super 9 $ 2.200.000 - gravel - 56S/28Q/28D/8Q                                                 | Marcelo Ríos                    | Mariano Zabaleta                  | 6-7(5), 7-5, 5-7, 7-6(5), 6-2 | details |
| 3 mei         | Licher German Open Hamburg, Duitsland ATP Super 9 $ 2.200.000 - gravel - 56S/28Q/28D/8Q                                                 | Wayne Arthurs Andrew Kratzmann  | Paul Haarhuis Jared Palmer        | 2-6, 7-6(5), 6-2              | details |
| 3 mei         | Citrix Tennis Championships Delray Beach, Verenigde Staten ATP International Series $ 245.000 - hardcourt - 32S/32Q/16D/4Q              | Lleyton Hewitt                  | Xavier Malisse                    | 6-4, 6-7(2), 6-1              | details |
| 3 mei         | Citrix Tennis Championships Delray Beach, Verenigde Staten ATP International Series $ 245.000 - hardcourt - 32S/32Q/16D/4Q              | Maks Mirni Nenad Zimonjić       | Doug Flach Brian MacPhie          | 7-6(3), 3-6, 6-3              | details |
| 10 mei        | Internazionali BNL d'Italia Rome, Italië ATP Super 9 $ 2.200.000 - gravel - 56S/28Q/28D/8Q                                              | Gustavo Kuerten                 | Patrick Rafter                    | 6-4, 7-5, 7-6(6)              | details |
| 10 mei        | Internazionali BNL d'Italia Rome, Italië ATP Super 9 $ 2.200.000 - gravel - 56S/28Q/28D/8Q                                              | Ellis Ferreira Rick Leach       | David Adams John-Laffnie de Jager | 6-7(0), 6-1, 6-2              | details |
| 17 mei        | Peugeot World Team Cup Düsseldorf, Duitsland ATP World Team Championship $ 1.650.000 - gravel - 8 teams (RR)                            | Australië                       | Zweden                            | 2-1                           | details |
| 17 mei        | Internationaler Raiffeisen Grand Prix Pörtschach am Wörthersee, Oostenrijk ATP International Series $ 400.000 - gravel - 32S/32Q/16D/4Q | Marcelo Ríos                    | Mariano Zabaleta                  | 4-4, opgave                   | details |
| 17 mei        | Internationaler Raiffeisen Grand Prix Pörtschach am Wörthersee, Oostenrijk ATP International Series $ 400.000 - gravel - 32S/32Q/16D/4Q | Andrew Florent Andrej Olchovski | Brent Haygarth Robbie Koenig      | 5-7, 6-4, 7-5                 | details |
| 24 mei 31 mei | Roland Garros Parijs, Frankrijk Grand Slam $ 5.159.915 - gravel 128S/128Q/64D/48X                                                       | Andre Agassi                    | Andrej Medvedev                   | 1-6, 2-6, 6-4, 6-3, 6-4       | details |
| 24 mei 31 mei | Roland Garros Parijs, Frankrijk Grand Slam $ 5.159.915 - gravel 128S/128Q/64D/48X                                                       | Mahesh Bhupathi Leander Paes    | Goran Ivanišević Jeff Tarango     | 6-2, 7-5                      | details |
| 24 mei 31 mei | Roland Garros Parijs, Frankrijk Grand Slam $ 5.159.915 - gravel 128S/128Q/64D/48X                                                       | Piet Norval Katarina Srebotnik  | Rick Leach Larisa Neiland         | 6-3, 3-6, 6-3                 | details |

### Juni
| Week van        | Toernooi | Winnaar(s)                         | Finalist(en)                   | Uitslag finale            |         |
| --------------- | --- | ---------------------------------- | ------------------------------ | ------------------------- | ------- |
| 7 juni          | Stella Artois Championships Londen, Verenigd Koninkrijk ATP International Series $ 725.000 - gras - 56S/56Q/28D/8Q | Pete Sampras                       | Tim Henman                     | 6-7(1), 6-4, 7-6(4)       | details |
| 7 juni          | Stella Artois Championships Londen, Verenigd Koninkrijk ATP International Series $ 725.000 - gras - 56S/56Q/28D/8Q | Sébastien Lareau Alex O'Brien      | Todd Woodbridge Mark Woodforde | 6-1, 7-6(3)               | details |
| 7 juni          | Gerry Weber Open Halle, Duitsland ATP International Series $ 875.000 - gras - 32S/32Q/16D/4Q                       | Nicolas Kiefer                     | Nicklas Kulti                  | 6-3, 6-2                  | details |
| 7 juni          | Gerry Weber Open Halle, Duitsland ATP International Series $ 875.000 - gras - 32S/32Q/16D/4Q                       | Jonas Björkman Patrick Rafter      | Paul Haarhuis Jared Palmer     | 6-3, 7-5                  | details |
| 7 juni          | Merano Open Meran, Italië ATP International Series $ 325.000 - gravel - 32S/25Q/16D/4Q                             | Fernando Vicente                   | Hicham Arazi                   | 6-2, 3-6, 7-6(1)          | details |
| 7 juni          | Merano Open Meran, Italië ATP International Series $ 325.000 - gravel - 32S/25Q/16D/4Q                             | Lucas Arnold Ker Jaime Oncins      | Marc-Kevin Goellner Eric Taino | 6-4, 7-6(1)               | details |
| 14 juni         | Heineken Trophy Rosmalen, Nederland ATP International Series $ 475.000 - gras - 32S/20Q/16D/4Q                     | Patrick Rafter                     | Andrei Pavel                   | 3-6, 7-6(7), 6-4          | details |
| 14 juni         | Heineken Trophy Rosmalen, Nederland ATP International Series $ 475.000 - gras - 32S/20Q/16D/4Q                     | Leander Paes Jan Siemerink         | Ellis Ferreira David Rikl      | Afgelast vanwege regen    | details |
| 14 juni         | Samsung Open Nottingham, Verenigd Koninkrijk ATP International Series $ 325.000 - gras - 32S/32Q/16D/4Q            | Cédric Pioline                     | Kevin Ullyett                  | 6-3, 7-5                  | details |
| 14 juni         | Samsung Open Nottingham, Verenigd Koninkrijk ATP International Series $ 325.000 - gras - 32S/32Q/16D/4Q            | Patrick Galbraith Justin Gimelstob | Marius Barnard Brent Haygarth  | 5-7, 7-5, 6-3             | details |
| 21 juni 28 juni | Wimbledon Londen, Verenigd Koninkrijk Grand Slam £ 7.595.330 - gras 128S/128Q/64D/16Q/64X                          | Pete Sampras                       | Andre Agassi                   | 6-3, 6-4, 7-5             | details |
| 21 juni 28 juni | Wimbledon Londen, Verenigd Koninkrijk Grand Slam £ 7.595.330 - gras 128S/128Q/64D/16Q/64X                          | Mahesh Bhupathi Leander Paes       | Paul Haarhuis Jared Palmer     | 6-7(10), 6-3, 6-4, 7-6(4) | details |
| 21 juni 28 juni | Wimbledon Londen, Verenigd Koninkrijk Grand Slam £ 7.595.330 - gras 128S/128Q/64D/16Q/64X                          | Leander Paes Lisa Raymond          | Jonas Björkman Anna Koernikova | 6-4, 3-6, 6-3             | details |

### Juli
| Week van        | Toernooi | Winnaar(s)                    | Finalist(en)                      | Uitslag finale                |         |
| --------------- | --- | ----------------------------- | --------------------------------- | ----------------------------- | ------- |
| 5 juli          | Miller Lite Hall of Fame Tennis Championships Newport, Verenigde Staten ATP International Series $ 295.000 - gras - 32S/22Q/16D/3Q | Chris Woodruff                | Kenneth Carlsen                   | 6-7(5), 6-4, 6-4              | details |
| 5 juli          | Miller Lite Hall of Fame Tennis Championships Newport, Verenigde Staten ATP International Series $ 295.000 - gras - 32S/22Q/16D/3Q | Wayne Arthurs Leander Paes    | Sargis Sargsian Chris Woodruff    | 6-7(6), 7-6(7), 6-3           | details |
| 5 juli          | Investor Swedish Open Båstad, Zweden ATP International Series $ 325.000 - gravel - 32S/32Q/16D/4Q                                  | Juan Antonio Marín            | Andreas Vinciguerra               | 6-3, 7-6(4)                   | details |
| 5 juli          | Investor Swedish Open Båstad, Zweden ATP International Series $ 325.000 - gravel - 32S/32Q/16D/4Q                                  | David Adams Jeff Tarango      | Nicklas Kulti Mikael Tillström    | 7-6(6), 6-4                   | details |
| 5 juli          | Rado Swiss Open Gstaad, Zwitserland ATP International Series $ 525.000 - gravel - 32S/32Q/16D/4Q                                   | Albert Costa                  | Nicolás Lapentti                  | 7-6(4), 6-3, 6-4              | details |
| 5 juli          | Rado Swiss Open Gstaad, Zwitserland ATP International Series $ 525.000 - gravel - 32S/32Q/16D/4Q                                   | Donald Johnson Cyril Suk      | Aleksandar Kitinov Eric Taino     | 7-5, 7-6(4)                   | details |
| 16 juli 18 juli | Davis Cup (kwartfinale) |                               |                                   |                               | details |
| 19 juli         | Mercedes Cup Stuttgart, Duitsland ATP International Series Gold $ 915.000 - gravel - 48S/24Q/24D/2Q                                | Magnus Norman                 | Tommy Haas                        | 6-7(6), 4-6, 7-6(7), 6-0, 6-3 | details |
| 19 juli         | Mercedes Cup Stuttgart, Duitsland ATP International Series Gold $ 915.000 - gravel - 48S/24Q/24D/2Q                                | Jaime Oncins Daniel Orsanic   | Aleksandar Kitinov Jack Waite     | 6-2, 6-1                      | details |
| 26 juli         | Generali Open Kitzbühel, Oostenrijk ATP International Series Gold $ 500.000 - gravel - 48S/24Q/24D/4Q                              | Albert Costa                  | Fernando Vicente                  | 7-5, 6-2, 6-7(5), 7-6(4)      | details |
| 26 juli         | Generali Open Kitzbühel, Oostenrijk ATP International Series Gold $ 500.000 - gravel - 48S/24Q/24D/4Q                              | Chris Haggard Peter Nyborg    | Álex Calatrava Dušan Vemic        | 6-3, 6-7(4), 7-6(4)           | details |
| 26 juli         | Mercedes-Benz Cup Los Angeles, Verenigde Staten ATP International Series $ 325.000 - hardcourt - 32S/30Q/16D/4Q                    | Pete Sampras                  | Andre Agassi                      | 7-6(3), 7-6(1)                | details |
| 26 juli         | Mercedes-Benz Cup Los Angeles, Verenigde Staten ATP International Series $ 325.000 - hardcourt - 32S/30Q/16D/4Q                    | Byron Black Wayne Ferreira    | Goran Ivanišević Brian MacPhie    | 6-2, 7-6(4)                   | details |
| 26 juli         | International Championship of Croatia Umag, Kroatië ATP International Series $ 375.000 - gravel - 32S/32Q/16D/3Q                   | Magnus Norman                 | Jeff Tarango                      | 6-2, 6-4                      | details |
| 26 juli         | International Championship of Croatia Umag, Kroatië ATP International Series $ 375.000 - gravel - 32S/32Q/16D/3Q                   | Mariano Puerta Javier Sánchez | Massimo Bertolini Cristian Brandi | 3-6, 6-2, 6-3                 | details |

### Augustus
| Week van                | Toernooi | Winnaar(s)                        | Finalist(en)                        | Uitslag finale                |         |
| ----------------------- | --- | --------------------------------- | ----------------------------------- | ----------------------------- | ------- |
| 2 augustus              | Grolsch Open Amsterdam, Nederland ATP International Series $ 475.000 - gravel - 32S/26Q/16D/4Q                              | Younes El Aynaoui                 | Mariano Zabaleta                    | 6-0, 6-3                      | details |
| 2 augustus              | Grolsch Open Amsterdam, Nederland ATP International Series $ 475.000 - gravel - 32S/26Q/16D/4Q                              | Paul Haarhuis Sjeng Schalken      | Devin Bowen Eyal Ran                | 6-3, 6-2                      | details |
| 2 augustus              | du Maurier Open Toronto, Canada ATP Super 9 $ 2.200.000 - hardcourt - 56S/28Q/28D/8Q                                        | Thomas Johansson                  | Jevgeni Kafelnikov                  | 1-6, 6-3, 6-3                 | details |
| 2 augustus              | du Maurier Open Toronto, Canada ATP Super 9 $ 2.200.000 - hardcourt - 56S/28Q/28D/8Q                                        | Jonas Björkman Patrick Rafter     | Byron Black Wayne Ferreira          | 7-6(5), 6-4                   | details |
| 9 augustus              | Great American Insurance ATP Championship Cincinnati, Verenigde Staten ATP Super 9 $ 2.200.000 - hardcourt - 56S/28Q/28D/8Q | Pete Sampras                      | Patrick Rafter                      | 7-6(7), 6-3                   | details |
| 9 augustus              | Great American Insurance ATP Championship Cincinnati, Verenigde Staten ATP Super 9 $ 2.200.000 - hardcourt - 56S/28Q/28D/8Q | Jonas Björkman Byron Black        | Todd Woodbridge Mark Woodforde      | 6-3, 7-6(6)                   | details |
| 9 augustus              | Internazionali di Tennis di San Marino San Marino, San Marino ATP International Series $ 275.000 - gravel - 32S/32Q/16D/3Q  | Galo Blanco                       | Albert Portas                       | 4-6, 6-4, 6-3                 | details |
| 9 augustus              | Internazionali di Tennis di San Marino San Marino, San Marino ATP International Series $ 275.000 - gravel - 32S/32Q/16D/3Q  | Lucas Arnold Ker Mariano Hood     | Petr Pála Pavel Vízner              | 6-3, 6-2                      | details |
| 16 augustus             | Legg Mason Tennis Classic Washington, Verenigde Staten ATP International Series Gold $ 600.000 - hardcourt - 56S/28Q/28D/8Q | Andre Agassi                      | Jevgeni Kafelnikov                  | 7-6(3), 6-1                   | details |
| 16 augustus             | Legg Mason Tennis Classic Washington, Verenigde Staten ATP International Series Gold $ 600.000 - hardcourt - 56S/28Q/28D/8Q | Justin Gimelstob Sébastien Lareau | David Adams John-Laffnie de Jager   | 7-5, 6-7(2), 6-3              | details |
| 16 augustus             | RCA Championships Indianapolis, Verenigde Staten ATP International Series Gold $ 745.000 - hardcourt - 56S/28Q/28D/8Q       | Nicolás Lapentti                  | Vincent Spadea                      | 4-6, 6-4, 6-4                 | details |
| 16 augustus             | RCA Championships Indianapolis, Verenigde Staten ATP International Series Gold $ 745.000 - hardcourt - 56S/28Q/28D/8Q       | Paul Haarhuis Jared Palmer        | Olivier Delaître Leander Paes       | 6-3, 6-4                      | details |
| 23 augustus             | Waldbaum's Hamlet Cup Long Island, Verenigde Staten ATP International Series $ 325.000 - hardcourt - 32S/32Q/16D/4Q         | Magnus Norman                     | Àlex Corretja                       | 7-6(4), 4-6, 6-3              | details |
| 23 augustus             | Waldbaum's Hamlet Cup Long Island, Verenigde Staten ATP International Series $ 325.000 - hardcourt - 32S/32Q/16D/4Q         | Olivier Delaître Fabrice Santoro  | Jan-Michael Gambill Scott Humphries | 7-5, 6-4                      | details |
| 23 augustus             | MFS Pro Tennis Championships Boston, Verenigde Staten ATP International Series $ 325.000 - hardcourt - 32S/32Q/16D/4Q       | Marat Safin                       | Greg Rusedski                       | 6-4, 7-6(11)                  | details |
| 23 augustus             | MFS Pro Tennis Championships Boston, Verenigde Staten ATP International Series $ 325.000 - hardcourt - 32S/32Q/16D/4Q       | Guillermo Cañas Martín García     | Marius Barnard T.J. Middleton       | 5-7, 7-6(2), 6-3              | details |
| 30 augustus 6 september | US Open New York, Verenigde Staten Grand Slam $ 6.257.000 - hardcourt 128S/128Q/64D/16Q/32X                                 | Andre Agassi                      | Todd Martin                         | 6-4, 6-7(5), 6-7(2), 6-3, 6-2 | details |
| 30 augustus 6 september | US Open New York, Verenigde Staten Grand Slam $ 6.257.000 - hardcourt 128S/128Q/64D/16Q/32X                                 | Sébastien Lareau Alex O'Brien     | Mahesh Bhupathi Leander Paes        | 7-6(7), 6-4                   | details |
| 30 augustus 6 september | US Open New York, Verenigde Staten Grand Slam $ 6.257.000 - hardcourt 128S/128Q/64D/16Q/32X                                 | Mahesh Bhupathi Ai Sugiyama       | Donald Johnson Kimberly Po          | 6-4, 6-4                      | details |

### September
| Week van                  | Toernooi | Winnaar(s)                       | Finalist(en)                          | Uitslag finale           |         |
| ------------------------- | --- | -------------------------------- | ------------------------------------- | ------------------------ | ------- |
| 13 september              | The Samsung Open Bournemouth, Verenigd Koninkrijk ATP International Series $ 375.000 - gravel - 32S/29Q/16D/4Q               | Adrian Voinea                    | Stefan Koubek                         | 1-6, 7-5, 7-6(2)         | details |
| 13 september              | The Samsung Open Bournemouth, Verenigd Koninkrijk ATP International Series $ 375.000 - gravel - 32S/29Q/16D/4Q               | David Adams Jeff Tarango         | Michael Kohlmann Nicklas Kulti        | 6-3, 6-7(5), 7-6(5)      | details |
| 13 september              | Mallorca Open Mallorca, Spanje ATP International Series $ 475.000 - gravel - 32S/29Q/16D/4Q                                  | Juan Carlos Ferrero              | Àlex Corretja                         | 2-6, 7-5, 6-3            | details |
| 13 september              | Mallorca Open Mallorca, Spanje ATP International Series $ 475.000 - gravel - 32S/29Q/16D/4Q                                  | Lucas Arnold Ker Tomás Carbonell | Alberto Berasategui Francisco Roig    | 6-1, 6-4                 | details |
| 13 september              | President's Cup Tasjkent, Oezbekistan ATP International Series $ 475.000 - hardcourt - 32S/27Q/16D/4Q                        | Nicolas Kiefer                   | George Bastl                          | 6-4, 6-2                 | details |
| 13 september              | President's Cup Tasjkent, Oezbekistan ATP International Series $ 475.000 - hardcourt - 32S/27Q/16D/4Q                        | Oleg Ogorodov Marc Rosset        | Mark Keil Lorenzo Manta               | 7-6(4), 7-6(1)           | details |
| 24 september 26 september | Davis Cup (halve finale) |                                  |                                       |                          | details |
| 27 september              | Gelsor Open Romania Boekarest, Roemenië ATP International Series $ 325.000 - gravel - 32S/32Q/16D/4Q                         | Alberto Martín                   | Karim Alami                           | 6-2, 6-3                 | details |
| 27 september              | Gelsor Open Romania Boekarest, Roemenië ATP International Series $ 325.000 - gravel - 32S/32Q/16D/4Q                         | Lucas Arnold Ker Martín García   | Marc-Kevin Goellner Francisco Montana | 6-3, 2-6, 6-3            | details |
| 27 september              | Adidas Open de Toulouse Midi-Pyrénées Toulouse, Frankrijk ATP International Series $ 375.000 - hardcourt (i)- 32S/32Q/16D/4Q | Nicolas Escudé                   | Daniel Vacek                          | 7-5, 6-1                 | details |
| 27 september              | Adidas Open de Toulouse Midi-Pyrénées Toulouse, Frankrijk ATP International Series $ 375.000 - hardcourt (i)- 32S/32Q/16D/4Q | Olivier Delaître Jeff Tarango    | David Adams John-Laffnie de Jager     | 3-6, 7-6(2), 6-4         | details |
| 27 september              | Grand Slam Cup München, Duitsland ATP International Series $ 4.250.000 - hardcourt (i) - 12S                                 | Greg Rusedski                    | Tommy Haas                            | 6-3, 6-4, 6-7(5), 7-6(5) | details |

### Oktober
| Week van   | Toernooi | Winnaar(s)                        | Finalist(en)                      | Uitslag finale                 |         |
| ---------- | --- | --------------------------------- | --------------------------------- | ------------------------------ | ------- |
| 4 oktober  | Davidoff Swiss Indoors Bazel, Zwitserland ATP International Series $ 975.000 - tapijt (i) - 32S/32Q/16D/4Q          | Karol Kučera                      | Tim Henman                        | 6-4, 7-6(10), 4-6, 4-6, 7-6(2) | details |
| 4 oktober  | Davidoff Swiss Indoors Bazel, Zwitserland ATP International Series $ 975.000 - tapijt (i) - 32S/32Q/16D/4Q          | Brent Haygarth Aleksandar Kitinov | Jiří Novák David Rikl             | 0-6, 6-4, 7-5                  | details |
| 4 oktober  | Campionati Internazionali di Sicilia Palermo, Italië ATP International Series $ 325.000 - gravel - 32S/32Q/16D/3Q   | Arnaud Di Pasquale                | Alberto Berasategui               | 6-1, 6-3                       | details |
| 4 oktober  | Campionati Internazionali di Sicilia Palermo, Italië ATP International Series $ 325.000 - gravel - 32S/32Q/16D/3Q   | Mariano Hood Sebastián Prieto     | Lan Bale Alberto Martín           | 6-3, 6-1                       | details |
| 4 oktober  | Heineken Open Shanghai Shanghai, China ATP International Series $ 325.000 - hardcourt - 32S/32Q/16D/4Q              | Magnus Norman                     | Marcelo Ríos                      | 2-6, 6-3, 7-5                  | details |
| 4 oktober  | Heineken Open Shanghai Shanghai, China ATP International Series $ 325.000 - hardcourt - 32S/32Q/16D/4Q              | Sébastien Lareau Daniel Nestor    | Todd Woodbridge Mark Woodforde    | 7-5, 6-3                       | details |
| 11 oktober | Heineken Open Singapore Singapore, Singapore ATP International Series Gold $ 600.000 - hardcourt (i) 32S/16Q/16D/4Q | Marcelo Ríos                      | Mikael Tillström                  | 6-2, 7-6(5)                    | details |
| 11 oktober | Heineken Open Singapore Singapore, Singapore ATP International Series Gold $ 600.000 - hardcourt (i) 32S/16Q/16D/4Q | Maks Mirni Eric Taino             | Todd Woodbridge Mark Woodforde    | 6-3, 6-4                       | details |
| 11 oktober | CA Tennis Trophy Wenen, Oostenrijk ATP International Series Gold $ 675.000 - hardcourt (i) - 32S/16Q/16D/4Q         | Greg Rusedski                     | Nicolas Kiefer                    | 6-7(5), 2-6, 6-3, 7-5, 6-4     | details |
| 11 oktober | CA Tennis Trophy Wenen, Oostenrijk ATP International Series Gold $ 675.000 - hardcourt (i) - 32S/16Q/16D/4Q         | David Prinosil Sandon Stolle      | Piet Norval Kevin Ullyett         | 6-3, 6-4                       | details |
| 18 oktober | Grand Prix de Tennis de Lyon Lyon, Frankrijk ATP International Series $ 725.000 - tapijt (i)- 48S/19Q/16D/4Q        | Nicolás Lapentti                  | Lleyton Hewitt                    | 6-3, 6-2                       | details |
| 18 oktober | Grand Prix de Tennis de Lyon Lyon, Frankrijk ATP International Series $ 725.000 - tapijt (i)- 48S/19Q/16D/4Q        | Piet Norval Kevin Ullyett         | Wayne Ferreira Sandon Stolle      | 4-6, 7-6(5), 7-6(4)            | details |
| 25 oktober | Eurocard Open Stuttgart, Duitsland ATP Super 9 $ 2.200.000 - hardcourt (i) - 48S/24Q/24D/4Q                         | Thomas Enqvist                    | Richard Krajicek                  | 6-1, 6-4, 5-7, 7-5             | details |
| 25 oktober | Eurocard Open Stuttgart, Duitsland ATP Super 9 $ 2.200.000 - hardcourt (i) - 48S/24Q/24D/4Q                         | Jonas Björkman Byron Black        | David Adams John-Laffnie de Jager | 6-7(6), 7-6(2), 6-0            | details |

### November
| Week van    | Toernooi | Winnaar(s)                    | Finalist(en)                        | Uitslag finale        |         |
| ----------- | --- | ----------------------------- | ----------------------------------- | --------------------- | ------- |
| 1 november  | BNP Paribas Masters Parijs, Frankrijk ATP Super 9 $ 2.300,000 - tapijt (i) - 48S/24Q/24D/4Q                 | Andre Agassi                  | Marat Safin                         | 7-6(1), 6-2, 4-6, 6-4 | details |
| 1 november  | BNP Paribas Masters Parijs, Frankrijk ATP Super 9 $ 2.300,000 - tapijt (i) - 48S/24Q/24D/4Q                 | Sébastien Lareau Alex O'Brien | Paul Haarhuis Jared Palmer          | 7-6(7), 7-5           | details |
| 8 november  | Kremlin Cup Moskou, Rusland ATP International Series $ 975.000 - tapijt (i) - 32S/16Q/16D/4Q                | Jevgeni Kafelnikov            | Byron Black                         | 7-6(2), 6-4           | details |
| 8 november  | Kremlin Cup Moskou, Rusland ATP International Series $ 975.000 - tapijt (i) - 32S/16Q/16D/4Q                | Justin Gimelstob Daniel Vacek | Andrej Medvedev Marat Safin         | 6-2, 6-1              | details |
| 8 november  | Scania Stockholm Open Stockholm, Zweden ATP International Series $ 800.000 - hardcourt (i) - 32S/16Q/16D/4Q | Thomas Enqvist                | Magnus Gustafsson                   | 6-3, 6-4, 6-2         | details |
| 8 november  | Scania Stockholm Open Stockholm, Zweden ATP International Series $ 800.000 - hardcourt (i) - 32S/16Q/16D/4Q | Piet Norval Kevin Ullyett     | Jan-Michael Gambill Scott Humphries | 7-5, 6-3              | details |
| 15 november | Doubles Championship Hartford, Verenigde Staten Tennis Masters Cup $900.000 - hardcourt - 8D (RR)           | Sébastien Lareau Alex O'Brien | Mahesh Bhupathi Leander Paes        | 6-3, 6-2, 6-2         | details |
| 22 november | Tennis Masters Cup Hannover, Duitsland Tennis Masters Cup $3.600.000 - hardcourt (i) - 8S (RR)              | Pete Sampras                  | Andre Agassi                        | 6-1, 7-5, 6-4         | details |

### December
| Week van              | Toernooi           | Winnaar(s)    | Finalist(en)  | Uitslag finale |               |
| --------------------- | ------------------ | ------------- | ------------- | -------------- | ------------- |
| 3 december 5 december | Davis Cup (finale) | Australië     | Frankrijk     | 3-2            | details       |
| 6 december            | Geen toernooi      | Geen toernooi | Geen toernooi | Geen toernooi  | Geen toernooi |
| 13 december           | Geen toernooi      | Geen toernooi | Geen toernooi | Geen toernooi  | Geen toernooi |
| 20 december           | Geen toernooi      | Geen toernooi | Geen toernooi | Geen toernooi  | Geen toernooi |
| 27 december           | Geen toernooi      | Geen toernooi | Geen toernooi | Geen toernooi  | Geen toernooi |

## Statistieken toernooien

### Toernooien per ondergrond
| Ondergrond   | Aantal | Buiten/binnen | Aantal |
| ------------ | ------ | ------------- | ------ |
| Hardcourt    | 38     | Buiten        | 24     |
| Hardcourt    | 38     | Binnen        | 14     |
| Gravel       | 25     | Buiten        | 25     |
| Gravel       | 25     | Binnen        | 0      |
| Tapijt       | 5      | Binnen        | 5      |
| Gras         | 6      | Buiten        | 6      |
| Verschillend | 1      | Verschillend  | 1      |
| Totaal       | 75     |               |        |

### Best of five finales enkelspel
| Categorie                     | Aantal |
| ----------------------------- | ------ |
| Grand Slams                   | 4/4    |
| Tennis Masters Cup            | 1/1    |
| Tennis Masters Series         | 7/9    |
| ATP International Series Gold | 4/11   |
| ATP International Series      | 3/46   |
| World Team Cup                | 0/1    |
| ITF evenementen               | 2/3    |
| Totaal                        | 21/74  |